# 愛知県道228号下之一色港南陽線
愛知県道228号下之一色港南陽線（あいちけんどう228ごう しものいっしきこうなんようせん）は、愛知県名古屋市内を通る一般県道である。名古屋市中川区下之一色町と同市港区南陽町を結ぶことからこの名があるが、実質的には下之一色町内の新川左岸道路の一部区間のみが当路線となっている。

## 概要

### 路線データ
- 起点：下之一色港（愛知県名古屋市中川区）
- 終点：愛知県名古屋市港区

## 沿革
- 1965年11月29日：認定[1]

## 地理

### 交差する道路
- 愛知県道106号鳥ヶ地名古屋線（両郡橋上で重複）
- 愛知県道59号名古屋中環状線（両郡橋西詰）

### 沿線
- 下之一色魚市場（2021年3月13日営業終了[2]）